# Charles Borromée Rouleau
Charles Borromée Rouleau (16 décembre 1840 L'Isle Verte, Bas-Canada - décédé le 25 août 1901 Rouleauville, Territoires du Nord-Ouest ) est un homme politique, avocat, juge et écrivain canadien du XIXe siècle. Il est magistrat stagiaire et juge de la Cour suprême des Territoires du Nord-Ouest, ainsi que conseiller juridique de l'Assemblée législative des Territoires du Nord-Ouest,.

## Jeunesse
Rouleau a commencé sa carrière juridique lorsqu'il a été admis au Barreau de Québec le 16 décembre 1868. Plus tard, il est devenu inspecteur des districts scolaires Catholiques d'Ottawa et de Pontiac.
Rouleau s'est présenté pour la première fois à une charge publique au niveau municipal dans le comté d'Ottawa en 1874. Il a échoué.

## Carrière juridique
Rouleau a ensuite fait carrière grâce à des nominations politiques comme magistrat et juge à des niveaux de gouvernement de plus en plus élevés. Le 12 juillet 1876, il est nommé magistrat du district du comté d'Ottawa et occupe ce poste jusqu'en 1883.
Le 28 septembre 1883, Rouleau est nommé au Conseil des Territoires du Nord-Ouest où il remplace Matthew Ryan . Il a servi son premier mandat au Conseil avec le titre de magistrat stipendiaire . Les territoires comprenaient alors ce qui est devenu les provinces du Yukon, d'Alberta et de Saskatchewan .
En 1885, lors de la rébellion du Nord-Ouest, sa maison de Battleford a été pillée et brulée.
Le 18 février 1888, Rouleau a quitté ce poste pour accepter une nomination à la Cour suprême des Territoires du Nord-Ouest, où il a siégé pour des causes dans le district du Nord de l'Alberta. Après les élections générales de 1888 dans les Territoires du Nord-Ouest, le lieutenant-gouverneur Joseph Royal a renommé Rouleau comme conseiller juridique de l'Assemblée législative des Territoires du Nord-Ouest. Il a occupé ce poste jusqu'à la dissolution de l'Assemblée en 1891.
Avec sa nomination à la Cour suprême, Rouleau déménage dans une paroisse de mission fondée par des prêtres canadiens-français dans les années 1870 à l'extérieur de Calgary. Là, lui et son frère ont fondé Rouleauville, qui devait être une communauté francophone. Le village a ensuite été annexé par Calgary et a été rebaptisé Mission District . La maison de Rouleau, construite avant 1896, a été conservée jusqu'en 1940, date à laquelle elle a été remplacée par un immeuble à appartements.
Bien qu'un vote à l'Assemblée de 1892 ait fait de l'anglais la seule langue officielle des territoires, le français a été réintroduit comme langue officielle à la fin des années 1980. En vertu de la Loi sur les langues officielles des Territoires du Nord-Ouest (1988), neuf langues autochtones ont également été reconnues comme officielles à certaines occasions, notamment par la cour territoriale.

## Le procès de Frog Lake
Rouleau, en sa qualité de magistrat stipendiaire, a jugé le cas de Wandering Spirit, (Kapapamahchakwew), un chef de guerre des Cris des plaines, et d'autres pour les meurtres commis pendant le massacre de Frog Lake et à Battleford (les meurtres de l'instructeur agricole Payne et du fermier Battleford Barney Tremont).
Wandering Spirit, (Kapapamahchakwew) un chef de guerre de Plains Cree, Little Bear (Apaschiskoos), Walking the Sky (AKA Round the Sky), Bad Arrow, Miserable Man, Iron Body, Ika (AKA Crooked Leg) et Man Without Blood ont été poursuivis en justice pour les meurtres. Aucun des indigènes accusés n'a été autorisé à consulter un avocat et Rouleau a condamné chacun d'eux à mort par pendaison. Il a également condamné trois autres personnes à pendre, mais leurs condamnations à mort ont été commuées.
Le ministre de la Justice John Sparrow, David Thompson, a examiné les cas, mais les circonstances atténuantes n'ont pas été prises en compte et, rétrospectivement, la justice semble avoir été arbitrairement rendue.
Huit Autochtones, dont Wandering Spirit, ont été pendus le 27 novembre 1885, dans la plus grande masse suspendue de l'histoire du Canada.

## Voir également
- Rouleau, Saskatchewan
- Rouleauville, Calgary